# Caperrala scabra
Caperrala scabra är en insektsart som beskrevs av Sjöstedt 1921. Caperrala scabra ingår i släktet Caperrala och familjen gräshoppor. Inga underarter finns listade i Catalogue of Life.